# Erwin Neutzsky-Wulff
Erwin Neutzsky-Wulff, född 24 november 1949, är en dansk författare som skriver i olika genrer som science fiction, populärvetenskap och rysare.

## Biografi
Neutzsky-Wulff studerade en kort period filosofi vid Köpenhamns universitet, men tog aldrig examen. Efter att ha bott i Köpenhamn hela sitt tidigare liv flyttade han med sin fru till en nedlagd skola i Vinstrup norr om Randers.
Han är halvbror till Vita Andersen och son till Aage Neutzsky-Wulff (1891–1967). Hans mor Trolli Neutzsky-Wulff (f. 1908) är känd för sina verk inom poesi och fiktion.

### Danska
- Neutzsky-Wulff's webbplats

### Engelska
- English texts
- - "Den overnaturlige verden" (2009) Free English version!